# Johannes Köhler
Johannes Köhler, född 28 december 1687 i Hällestads församling, Östergötlands län, död 20 augusti 1751 i Vånga församling, Östergötlands län, var en svensk präst.

## Biografi
Köhler föddes 1687 på Borggårds i Hällestads församling. Han var son till hammarsmedsmästare Jacob Hansson Köhler och Catharina Nilsdotter Wetterström. Hans farfars far var mästersmeden Walentin Köhler. Köhler blev höstterminen 1714 student vid Lunds universitet och avlade magisterexamen 1726. Den 22 augusti 1722 prästvigdes han och blev 1723 komminister i Eksjö landsförsamling. Köhler blev 1733 kyrkoherde i Hults församling och 1736 kyrkoherde i Vånga församling. Han blev 1744 kontraktsprost i Bergslags kontrakt. Köhler avled 1751 i Vånga församling och begravdes 17 september samma år.
1732 predikade Köhler vid prästmötet.

### Familj
Köhler gifte sig 2 januari 1723 i Västra Husby församling med Catharina Retzius (1699-1762). Hon var dotter till kyrkoherden Israel Retzius och Anna Rydelius i Vånga församling. De fick tillsammans barnen Jacob Israel Köhler (1724–1729), Johannes Köhler (1725–1734), Andreas Köhler (1726–1729), Anna Catharina Köhler (1727–1729), Hans Magnus Köhler (1729–1729), Anna Elisabeth Köhler som var gift med kyrkoherden Sven Dryselius i Västerlösa församling, Catharina Christina Köhler (född 1731) som var gift med bruksinspektorn Isac Beckman på Orga i Vånga församling, kyrkoherden Jacob Israel Köhler i Vadstena församling, Maria Köhler (född 1734) som var gift med inspektorn P. Beckman, Greta Köhler (1735–1735), Lovisa Ulrica Köhler (1736–1805) som var gift med inspektorn Nils Ekström på Bispmotala, Andreas Köhler (1738–1742) och Eva Charlotta Köhler (1743–1781).